# Ivana Kindl
Ivana Kindl (Požega, 18. siječnja 1978.) je hrvatska R&B pjevačica.

## Životopis
Na Hrvatskoj glazbenoj sceni pojavila se 2002. godine uspješnim R&B albumom "Trenutak istine" i već prvim singlovima ("Od svih si bolji", "Ja neću biti kao druge") osvaja prva mjesta na top ljestvicama radijskih i televizijskih postaja. Od samih početaka nametnula se vrlo prepoznatljivim vokalnim interpretacijama te modernom produkcijom koja je bila preokret na hrvatskoj klupskoj sceni.
Slijede brojna gostovanja i suradnje s mnogim eminentnim imenima hrvatske glazbene scene. Jedna od njih je i ona s Jacquesom Houdekom u sjajnoj baladi "Kao kazna božja" koja je obilježila drugi studijski album pod nazivom "Moj svijet". S istoimenog albuma također vrijedi spomenuti veliki hit "Superjaka" koji se i danas vrti po radijskom eteru. Tu su i nominacije za hrvatsku diskografsku nagradu Porin, a 2005. trijumfira na Zadarfestu i odnosi prvo mjesto pjesmom "Klik", koja je ujedno bila i najavni singl trećeg studijskog albuma. Iste godine nastupa i na festivalu Dora s pjesmom "Tvoja ljubav meni pripada" i ne prolazi u finale.
Treći album, "Osjećaj", donosi lagani preokret u samom Ivaninom glazbenom izričaju. Više organskog zvuka i koketiranje s retro pop pravcem pravo su osvježenje unutar njenog dotadašnjeg stila, a singlovi "Tko se na lude kladio" i "Dva leptira" ponovno se dugo zadržavaju na glazbenim top ljestvicama.
2008. godine, Ivana nastupa u drugoj sezoni HTV-ovog showa "Zvijezde pjevaju" inače licenciranoj inačici BBC-jevog showa "Singing with the Stars" i zajedno s partnerom, glumcem Nikšom Kušeljom, osvaja prvo mjesto.
Paralelno s tim, organizira velik i uspješan koncert "Gospel u Komediji" na kojem uz mnoge prepoznatljive vokale ugošćuje i veliku Josipu Lisac. Krajem godine izdaje snimku koncerta u audio CD izdanju, za koji osvaja nagradu Porin.[nedostaje izvor]
2009. godine ponovno nastupa u showu "Zvijezde pjevaju" a partnera, glumca Duška Modrinića dovodi do finala te se iskazuje kao najuspješniji mentor od svih profesionalnih vokalista koji su sudjelovali u svim sezonama showa. Jedino mentorsko iskustvo stekla je u dvije sezone showa "Zvijezde pjevaju".
6 godina je pohađala satove pjevanja kod prof. Mirele Brnetić.[nedostaje izvor]
29. travnja 2010. izlazi Ivanin četvrti album Promjenjiva s kojeg su već skinuta uspješna tri singla Oči, Nisi sam i Promjenjiva.
Od početka izdaje za izdavačku kuću Menart.
2011. Ivana osvaja Porin za najbolju žansku vokalnu izvedbu hit pjesme Utjeha.
Početkom 2012. po drugi put pobjeđuje u showu Zvijezde pjevaju, u paru s Goranom Navojcem.
2012. također, osvaja nominaciju Porin za najbolju žensku vokalnu izvedbu pjesme "Ljubav u meni ostaje" s Chanson festa. 
2013. godine osvaja nominaciju Porin za najbolju žensku vokalnu izvedbe pjesme "Zamisli" s kojim je najavila peti studijski album.
2023. godine osvaja Porina za najbolju žensku izvedbu za pjesmu “Netko ko me čuva”.

## Diskografija

### Studijski albumi
1. Trenutak istine, (Menart), 2003.
2. Moj svijet, (Menart), 2004.
3. Osjećaj, (Menart), 2006.
4. Promjenjiva, (Menart), 2010.

### Albumi uživo
1. Live in SAX 2005, (Menart), 2005.
2. Gospel u Komediji, (Menart), 2008.

## Vanjske poveznice
- http://www.ivana-kindl.com/  Arhivirana inačica izvorne stranice od 12. studenoga 2014. (Wayback Machine)
- https://hr-hr.facebook.com/Ivana.Kindl.page